# Ambróz Lazík
Ambróz Lazík (7. prosince 1897, Trstín – 20. dubna 1969, Trnava) byl slovenský římskokatolický kněz a od roku 1947 apoštolský administrátor trnavské apoštolské administratury; v roce 1949 byl jmenován titulárním biskupem appijským. V době politického uvolnění v roce 1968 se zásadním způsobem přičinil o provedení liturgické reformy na Slovensku.

## Studium a kněžská dráha
Narodil se v rodině Jozefa Lazíka a Márie rozené Hrabovcové jako jejich druhé dítě a již den po svém narození byl pokřtěn trstínským farářem Martinem Kollárem. Vystudoval malý seminář v Trnavě a po maturitě absolvoval v letech 1917–1919 základní vojenskou službu, během níž byl na východní frontě zajat. Teologické studium dokončil v Nitře, kde také 29. června 1922 přijal kněžské svěcení. Následně působil jako kaplan ve Dvorech nad Žitavou a Nových Zámcích, a to až do roku 1925, kdy se stal archivářem trnavské kurie; později byl jmenován kancléřem.
Jako blízký spolupracovník biskupa Jantausche se významně podílel na řešení problémů vyvolaných oddělením trnavské apoštolské administratury od ostřihomské diecéze. V roce 1933 získal doktorát teologie, od roku 1936 působil jako generální vikář trnavské apoštolské administratury a v roce 1938 byl jmenován apoštolským protonotářem, kanovníkem bratislavské kapituly a rektorem kněžského semináře v Bratislavě. Úřadu generálního vikáře byl zproštěn v roce 1940, rektorem semináře zůstal až do roku 1942, kdy se stal farářem městské farnosti v Trnavě a kanovníkem tamní kapituly. Jako trnavský městský farář redigoval farní časopis Trnavská rodina, v němž vycházela řada článků o mariánských slavnostech.

## Apoštolským administrátorem
Po skončení druhé světové války se v roce 1945 vrátil na post generálního vikáře. Když v roce 1947 zemřel apoštolský administrátor ThDr. Pavol Jantausch, byl Lazík 8. července jmenován jeho nástupcem, a 25. července 1949 se stal také titulárním biskupem appijským (biskupské svěcení přijal 14. srpna 1949 z rukou arcibiskupa Matochy). Jako biskupské heslo si zvolil „Ave crux“ (česky „Kříž buď pozdraven“). Během komunistického režimu byl pod neustálou kontrolou ze strany státu a nucený ke kompromisům, období let 1950 až 1951 strávil v izolaci ve své rezidenci.
V roce 1960 vyzval kněží mimořádným pastýřským listem k organizování výuky náboženství v kostelích. Spolu s dalšími dvěma slovenskými biskupy Eduardem Nécseyem a Róbertem Pobožným se zúčastnil druhého vatikánského koncilu, a to všech jeho zasedání. Stál také v čele delegace reprezentující Československo na 38. mezinárodním eucharistickém kongresu, který se konal v listopadu 1964 v Bombaji. V roce 1965 se stal předsedou nově vzniklé Celostátní liturgické komise, jejímž úkolem bylo provedení liturgické reformy, a také předsedou její slovenské subkomise (v čele české subkomise stál František Tomášek); zásadním způsobem se tak zasloužil o realizaci reformy na Slovensku, k níž došlo po několika letech příprav v roce 1969.

## Období pražského jara
Když byl v lednu 1968 prvním tajemníkem ÚV KSČ zvolen Alexander Dubček a očekávalo se určité uvolnění poměrů, Lazík nejprve vyčkával, ačkoliv byl věřícími vyzýván k aktivitě; to se do určité míry změnilo v březnu, kdy už se mohl k situaci svobodně a bez cenzury vyjadřovat (ačkoliv formálně byla cenzura zrušena až v červnu 1968). Požadavky na sesazení tzv. mírových kněží z významných pozic a aktivní podporu činnosti kněží dosud pronásledovaných komunistickým režimem však zrealizoval jen zčásti, neboť zastával názor, že by církvi mělo jít o obnovu a nikoliv o pomstu. Aktivity Vladimíra Jukla, Silvestra Krčméryho a dalších, kteří usilovali o odstranění všech kněží jakkoliv spolupracujících s komunistickým režimem, by podle něj mohly ohrozit vztahy mezi státem a církví. Za tento svůj postoj byl některými kněžími i laiky kritizován a objevily se i hlasy žádající jeho rezignaci.
V polovině dubna 1968 se spolu s nitranským biskupem Eduardem Nécseyem setkal s představiteli státu v čele s místopředsedou vlády Gustávem Husákem, kteří vyslovili ochotu řešit problémy konkretizované biskupem Nécseyem – zrušení podmínky státního souhlasu k výkonu duchovenské činnosti, navrácení pravomocí biskupům, návrat kněží vykonávajících nuceně dělnická povolání do pastorace, obnovení činnosti církevních řádů a řeckokatolické církve a další. Nedlouho poté odjel Lazík do Říma, kde se těšil velkému zájmu médií. Na ustavujícím sněmu Díla koncilové obnovy, který se konal 13. a 14. května 1968 na Velehradě a jehož se vedle Lazíka zúčastnilo ještě dalších patnáct biskupů, se stal místopředsedou celostátního výboru DKO a současně stanul v čele slovenské části tohoto hnutí.
Po sovětské invazi se Lazík ještě zúčastnil oslav, které byly v únoru 1969 uspořádány v Římě při příležitosti 1100. výročí úmrtí svatého Cyrila, avšak 20. dubna 1969 v Trnavě umírá. Byl pohřben ve svém rodišti.